# Comantella pacifica
Comantella pacifica är en tvåvingeart som beskrevs av Charles Howard Curran 1926. Comantella pacifica ingår i släktet Comantella och familjen rovflugor. Inga underarter finns listade i Catalogue of Life.